# La Capilla (Boyacá)
Pour les articles homonymes, voir La Capilla.
La Capilla est une municipalité située dans le département de Boyacá, en Colombie.